# 회사원 (영화)
《회사원》은 2012년 개봉한 대한민국의 영화이다.

## 줄거리
겉으로는 평범한 금속제조회사처럼 보이지만, 실제로는 '살인'을 목적으로 하는 서울의 한 회사의 영업 2부 과장 지형도는 회사내에서 감정 없이 탁월한 일처리 실력으로 모든 직원들뿐만 아니라 회장에게도 무한한 신뢰를 얻는다. 그러던 어느날, 그는 자신이 좋아했던 전직 가수 유미연을 만나게 되고 그녀와 함께 다른 삶을 살기로 결심하게 된다. 그러나 이것을 용납하지 않는 회사는 형도가 존경하는 반지훈 부장을 복직시켜 그와 유미연을 제거하려 한다. 그리고 그속에서 유미연의 죽음을 목격한 형도는 회사로 가서 목숨을 걸고 회사 직원들과의 혈투를 벌이게 되는데......

## 캐스팅
- 소지섭 - 지형도 역
- 이미연 - 유미연 역
- 곽도원 - 권종태 역
- 김동준 - 라훈 역
- 전국환 - 전혁수 대표 역
- 이경영 - 반지훈 부장 역
- 한보배 - 라보슬 역
- 장은아 - 서민희 대리 역
- 유하복 - 진채국 부장 역
- 김서원 - 추민우 형사 역
- 정대용 - 반장 역
- 이준혁 - 도재욱 실장 역
- 황석하 - 임실장(기획팀) 역
- 홍희원 - 구대리(기획팀) 역
- 서대현 - 박실장(비서실장) 역
- 박주혜 - 최대리(비서) 역
- 유나미 - 미스안(데스크) 역
- 홍경연 - 양주임(자제장비팀) 역
- 이채은 - 박주임(총무팀) 역
- 서정주 - 오과장(자재장비팀) 역
- 이재윤 - 신입남(영업2부) 역
- 김창회 - 윤사원(기획팀) 역
- 전신환 - 영업2부 사원 역
- 하수호 - 영업2부 사원 역
- 송선홍 - 기획팀 사원 역
- 나주호 - 기획팀 사원 역
- 지은일 - 자재장비팀 사원 역
- 하정훈 - 자재장비팀 사원 역
- 신창수 - 자재장비팀 사원 역
- 이달 - 인사팀 사원 역
- 이문정 - 인사팀 사원 역
- 곽승원 - 인사팀 사원 역
- 홍의정 - 인사팀 사원 역
- 이금용 - 총무팀 사원 역
- 박지수 - 의무질 직원(총무팀) 역
- 황석정 - 카페주인 역
- 정종일 - 장사장 역
- 케빈 리 - 타겟 남 역
- 정아영 - 정장녀 역
- 소규모 아카시아 밴드 - 카페뮤지션 역
- 이재후 - B-BOY 역
- 김정대 - B-BOY 역
- 전재광 - B-BOY 역
- 김승언 - 안경사내 역
- 박석휘 - 인포남 역
- 정미남 - 사복형사 역
- 이종원 - 사복형사 역
- 이학렬 - 사복형사 역
- 이주언 - 정복경찰 역
- 김중돈 - 정복경찰 역
- 배영한 - 형사 역
- 강신하 - 형사 역
- 소일호 - 한의원 노의사 역
- 송운용 - 한의원 노인 역
- 임상윤 - 의사(브로커) 역
- 박은정 - 한의원 여직원 역
- 민상우 - 동남아 노동자 역
- 알 리 - 동남아 노동자 역
- 정인화 - 종태 아내 역
- 서효정 - 종태 큰 딸 역
- 심해온 - 종태 작은 딸 역
- 서한별 - 골목길 꼬마 아이 역
- 김봉준 - 오락실 주인 역
- 강현욱 - 오락실 꼬마 역
- 유지현 - 오락실 꼬마 역
- 안진형 - 보슬친구, 남고 역
- 조계진 - 보슬친구, 남고 역
- 신진언 - 보슬친구, 여고 역
- 정영기 - 보슬친구, 남대 역
- 한우정 - 여공원 역
- 오경옥 - 여공원 역
- 노경애 - 여공원 역
- 옥주리 - 여공원 역
- 손지영 - 여공원 역
- 오재무 - 어린 형도 역